# Delomerista lepteces
Delomerista lepteces är en stekelart som beskrevs av Walkley 1960. Delomerista lepteces ingår i släktet Delomerista och familjen brokparasitsteklar. Inga underarter finns listade i Catalogue of Life.